# Duisans
Duisans är en kommun i departementet Pas-de-Calais i regionen Hauts-de-France i norra Frankrike. Kommunen ligger i kantonen Dainville som tillhör arrondissementet Arras. År 2022 hade Duisans 1 393 invånare.

## Befolkningsutveckling
Antalet invånare i kommunen Duisans
| Referens: INSEE |